# I Heidelberg
I Heidelberg skrevs av Kai Gullmar (musik) och Hasse Ekman (text), och är en sång som spelades in av Sickan Carlsson och utkom på skiva 1956. Den är med i filmen Sjunde himlen. Sången finns även med på samlingsskivan Sickan Carlsson Glittrande Glad utgiven 1994. 

### Fotnoter
1. ↑  ”I Heidelberg”. Svensk mediedatabas. 6 mars 1940. https://smdb.kb.se/catalog/search?q=bella+venezia&x=0&y=0. Läst 23 november 2014.